# Hvad vi gør med kvinderne
Hvad vi gør med kvinderne er en dansk kortfilm fra 2012 instrueret af Alexander Bak Sagmo efter eget manuskript.

## Handling
Denne artikel mangler et handlingsreferat. Hjælp os med at skrive det.